# Невероятен коледен подарък
„Невероятен коледен подарък“ (на английски: The Ultimate Christmas Present) е оригинален филм на Дисни Ченъл от 2000 г. на режисьора Грег Бийман, сценарият е на Майкъл Хичкок и във филма участват Бренда Сонг и Хали Хърш. Премиерата на филма е излъчена на 1 декември 2000 г. по Дисни Ченъл като част от техния коледен сезон.

## Актьорски състав
- Хали Хърш – Алисън Рейчъл „Али“ Томпсън
- Бренда Сонг – Саманта Елизабет „Сам“ Кван
- Хали Тод – Мишел Томпсън
- Спенсър Бреслин – Джоуи Томпсън
- Грег Кийн – Стийв Томпсън
- Джон Б. Лоу – Дядо Коледа
- Джон Сали – Кръмпет
- Бил Фагърбаки – Спарки
- Питър Сколари – Едуин Хадли
- Джейсън Шомбинг – господин Мартино
- Тифани Десросиърс – Тина

## В България
В България филмът е излъчен на 25 декември 2009 г. по Нова телевизия с войсоувър дублаж, записан в Арс Диджитал Студио. Екипът се състои от:
| Преводач            | Гергана Бахчисарайцева                                                    |
| Тонрежисьор         | Михаил Михайлов                                                           |
| Режисьор на дублажа | Габриела Георгиева                                                        |
| Озвучаващи артисти  | Ани Василева Ася Братанова Вилма Карталска Радослав Рачев Николай Николов |

На 19 декември 2014 г. е излъчен и по Дисни Ченъл, тъй е преведен като „Най-ценният коледен подарък“ с нахсинхронен дублаж, записан в студио „Александра Аудио“. Екипът се състои от:
| Изпълнителен продуцент | Васил Новаков |
| Преводач               | Силвия Вълкова |
| Озвучаващи артисти     | Цветослава Симеонова Михаела Тюлева Василка Сугарева Симона Нанова Николай Пърлев Иван Велчев Росен Русев Мартин Герасков |
| Тонрежисьор            | Любен Ботев |
| Режисьор на дублажа    | Анатолий Божинов |